# NGC 2685
NGC 2685 је спирална галаксија у сазвежђу Велики медвед која се налази на NGC листи објеката дубоког неба.
Деклинација објекта је + 58° 44' 5" а ректасцензија 8h 55m 34,9s. Привидна величина (магнитуда) објекта NGC 2685 износи 11,2 а фотографска магнитуда 12,1. Налази се на удаљености од 16,2000 милиона парсека од Сунца. NGC 2685 је још познат и под ознакама UGC 4666, MCG 10-13-39, CGCG 288-12, ARP 336, IRAS 08517+5855, PRC A-3, Helix galaxy, PGC 25065.